# Maricica Țăran
Maricica Țăran, auch Titie Jordache (* 4. Januar 1962 in Gherța Mică, Rumänien) ist eine ehemalige rumänisch-deutsche Ruderin.

## Leben
Maricica Țăran wurde 1962 in Rumänien geboren. Ihren ersten internationalen Erfolg erreichte sie 1984 bei den Olympischen Spielen in Los Angeles, als sie mit dem rumänischen Doppelvierer Gold gewann. Im Jahr 1985 gewann sie die Bronzemedaille, im darauffolgenden Jahr die Silbermedaille mit dem Doppelvierer bei den Ruder-Weltmeisterschaften.
Nach einer Regatta in Mannheim 1987 reiste sie nicht wieder zurück nach Rumänien, sondern blieb in Deutschland. 1989 und 1990 wurde sie Deutsche Meisterin im Einer. Anfang des Jahres 1989 erhielt sie Asyl in Deutschland und im Jahr 1990 konnte sie den Ruder-Weltcup im Einer für sich entscheiden.